# Kiseki no Umi
Singles de Māya Sakamoto
Gift
(1997) Hashiru
(1998)
Kiseki no Umi est le 4e single de Māya Sakamoto sorti sous le label Victor Entertainment le 22 avril 1998 au Japon. Il arrive 43e à l'Oricon et reste classé 12 semaines pour un total de 66 340 exemplaires vendus durant cette période.
Kiseki no Umi a été utilisée comme thème d'ouverture de l'OAV Record of Lodoss War: Chronicles of the Heroic Knight. Les deux pistes se trouvent sur la compilation Single Collection+ Hotchpotch, et Kiseki no Umi se trouve aussi sur la compilation Everywhere.

## Liste des titres
Toute la musique et les arrangements ont été composées par Yōko Kanno.
Toutes les paroles sont écrites par Yuho Iwasato.
| 1. | Kiseki no Umi (奇跡の海)                    | 4:21 |
| 2. | Active Heart                                | 4:18 |
| 3. | Kiseki no Umi (Original Karaoke) (奇跡の海) | 4:21 |
| 4. | Active Heart (Original Karaoke)             | 4:15 |